# James Earl Ray
James Earl Ray (10 Tháng 3, 1928 - 23 tháng 4 năm 1998) là một kẻ giết người bị kết án đã ám sát Martin Luther King vào ngày 4 tháng 4 năm 1968 ở Memphis, Tennessee. Ray đã bị kết án vào ngày sinh nhật thứ 41 của mình sau khi nhận tội để không phải trải qua một phiên xử với bồi thẩm đoàn. Nếu Ray bị buộc tội khi ra tòa với bồi thẩm đoàn, ông sẽ bị tuyên phạt tử hình.
Bị kết án chung thân, sau đó ông ta đã rút lời nhận tội và đã cố gắng không thành công để có thể được tái thẩm. Năm 1998, Ray đã chết trong tù vì các biến chứng do nhiễm viêm gan C mãn tính. Ông đã bị giam 29 năm tù vào lúc chết.

## Tiểu sử
Ray sinh ra trong một gia đình nghèo vào ngày 10 tháng 3 năm 1928 tại Alton, Illinois, con của Lucille (George Maher) và George Ellis Ray. Ông có gốc Wales, Scotland Ulster, và tổ tiên của người Ailen, và được nuôi dạy theo đạo Công giáo.
Vào tháng 2 năm 1935, cha của Ray, được biết đến bởi biệt danh Speedy, đã làm giả một tờ séc ở Alton, Illinois rồi chuyển tới Ewing, Missouri, nơi gia đình phải đổi tên thành Raynes để tránh việc thực thi luật pháp. Ray rời trường học khi mới mười lăm tuổi. Sau đó ông gia nhập quân đội Hoa Kỳ vào lúc kết thúc Thế chiến II và phục vụ tại Đức, mặc dù Ray phải vật lộn để thích nghi với các quy tắc nghiêm ngặt của quân đội.

## Sự kết án ban đầu và lần đầu tiên thoát khỏi nhà tù
Sự kết án đầu tiên của ông về hoạt động tội phạm, một vụ trộm cắp ở California, đã xảy ra vào năm 1949. Năm 1952, ông phục vụ hai năm cho vụ cướp vũ trang của một lái xe taxi ở Illinois. Năm 1955, ông bị buộc tội gian lận bằng thư tín sau khi trộm lệnh tiền ở Hannibal, Missouri và sau đó giả mạo họ đi Florida. Ông đã phục vụ bốn năm tại Viện Bảo Tàng Liên Bang Leavenworth. Năm 1959, ông bị ăn cắp 120 đô la trong một vụ cướp có vũ trang của một cửa hàng St. Louis Kroger. Ray đã bị kết án 20 năm tù vì tái phạm. Ông đã thoát khỏi Nhà tù Hình sự bang Missouri năm 1967 bằng cách náu mình trong một chiếc xe vận chuyển bánh mì từ lò bánh của nhà tù.

## Những hoạt động của ông vào năm 1967
Sau khi trốn thoát, Ray vẫn tiếp tục di chuyển khắp Hoa Kỳ và Canada, đầu tiên đến St Louis và sau đó đến Chicago , Toronto , Montreal và Birmingham . Khi đến Alabama , Ray đã ở lại đủ lâu để mua Ford Mustang năm 1966 và có được giấy phép lái xe Alabama. Sau đó ông lái xe đến Mexico, dừng lại tại Acapulco trước khi định cư tại Puerto Vallarta vào ngày 19 tháng 10 năm 1967. 
Trong khi ở Mexico, Ray, sử dụng bí danh Eric Starvo Galt, đã cố gắng tự tạo nên hình ảnh bản thân như một giám đốc khiêu dâm. Sử dụng thiết bị đặt hàng bằng thư tín, ông quay phim và chụp ảnh các gái mại dâm địa phương. Thất vọng vì kết quả của mình và bị gái bán dâm lừa dối, Ray đã rời Mexico vào khoảng ngày 16 tháng 11 năm 1967. 
Ray trở về Hoa Kỳ, đến Los Angeles vào ngày 19 tháng 11 năm 1967. Trong khi ở LA, Ray tham dự một trường học bartending địa phương và học vũ.  Sự quan tâm chính của ông, tuy nhiên, là chiến dịch tổng thống George Wallace. Ray có một thành kiến mạnh mẽ đối với người da đen và nhanh chóng bị cuốn vào nền tảng của Segregationist của Wallace. Ông đã dành phần lớn thời gian ở Los Angeles để làm tình nguyện viên tại trụ sở chiến dịch của Wallace ở Bắc Hollywood. 
Ông nghĩ đến việc di cư sang Rhodesia (nay là Zimbabwe ), nơi một chế độ dân tộc thiểu số trắng đơn phương đã giành độc lập từ Anh Quốc vào năm 1965.  Ý niệm cư trú ở Rhodesia tiếp tục hấp dẫn Ray nhiều năm sau đó, và đó là ý định của ông Đích đến sau khi vua ám sát. Chính phủ Rhodesian đã bày tỏ sự phản đối. 

## Những hoạt động của ông vào đầu năm 1968
Vào ngày 5 tháng 3 năm 1968, Ray đã trải qua quá trình tái tạo khuôn mặt (rhinoplasty) do Tiến sĩ Russell Hadley thực hiện.  Vào ngày 18 tháng 3 năm 1968, Ray rời Los Angeles và bắt đầu chuyến đi xuyên quốc gia đến Atlanta, Georgia . 
Đến Atlanta vào ngày 24 tháng 3 năm 1968, Ray kiểm tra vào một căn phòng.  Cuối cùng ông ta đã mua bản đồ thành phố. Các nhân viên FBI sau đó tìm thấy bản đồ này khi họ tìm kiếm căn phòng mà ông ta đang ở tại Atlanta. Trên bản đồ, các địa điểm của nhà thờ và nơi ở của Martin Luther King Jr. được quấn quanh. 
Ray tiếp tục lên đường, và lái xe Mustang đến Birmingham, Alabama . Ở đó, vào ngày 30 tháng 3 năm 1968, ông đã mua một khẩu súng Rememte Model 760 Gamemaster .30-06 caliber và một hộp 20 hộp của Công ty Cấp Aeromarine. Ông cũng mua một ống ngắm Redfield 2x-7x , mà ông đã gắn kết với khẩu súng trường.  Ông nói với các nhân viên cửa hàng rằng ông chuẩn bị đi vào một chuyến đi săn bắn với anh trai. Ray đã tiếp tục sử dụng bí danh Galt sau khi cai tại Mexico, nhưng khi ông mua món hàng này, ông sử dụng tên Harvey Lowmeyer. 
Sau khi mua súng trường và phụ kiện, Ray đã lái xe về Atlanta. Một người đọc báo khao khát, Ray đã thông qua thời gian đọc Hiến pháp Atlanta. Bài báo báo cáo chuyến đi trở lại của King tới Memphis , Tennessee , dự kiến vào ngày 1 tháng 4 năm 1968. Vào ngày 2 tháng 4 năm 1968, Ray đóng gói một chiếc túi và lái xe đến Memphis. 

## Ám sát Martin Luther King
Vào ngày 4 tháng 4 năm 1968, Ray đã giết Martin Luther King bằng một phát súng duy nhất được bắn ra từ khẩu súng trường Remington, trong khi King đang đứng trên ban công tầng hai củaLorraine Motel ở Memphis, Tennessee . Ngay sau khi bắn bị bắn, các nhân chứng nhìn thấy Ray chạy trốn khỏi một căn phòng rộng rãi bên kia đường từ nhà nghỉ; Ông đã từng thuê một phòng trong nhà vào thời đó. Một gói hàng đã bị bỏ lại gần khu vực chứa súng trường và ống nhòm, cả hai đều được tìm thấy với dấu vân tay của Ray.

### Kết án và lời bào chữa
Vào ngày anh ám sát King, Ray bối rối chạy bằng xe hơi từ Memphis tới Canada, đến ba ngày sau đó, tại Toronto , anh ta đã trốn ở đó hơn một tháng và đã có được hộ chiếu Canada dưới tên giả của Ramon George Sneyd. Anh đã rời Toronto vào cuối tháng 5 trên một chuyến bay đến nước Anh .  Ông ở lại một thời gian ngắn ở Lisbon , và trở về London. 
Vào ngày 08 tháng 6 năm 1968, hai tháng sau cái chết của King, Ray bị bắt tại Luân Đôn ở sân bay Heathrow trong khi cố gắng rời khỏi Vương quốc Anh với hộ chiếu giả Canada . Khi nhận phòng, đại lý vé nhận thấy tên trên hộ chiếu của mình-Sneyd- nằm trong danh sách theo dõi của Cảnh sát Hoàng gia Canada . 
Tại sân bay, các quan chức nhận thấy Ray mang hộ chiếu khác dưới một cái tên thứ hai. Vương quốc Anh nhanh chóng dẫn Ray đến Tennessee , nơi ông bị buộc tội giết người của vua. Ông thú nhận tội ác này vào ngày 10 tháng 3 năm 1969, sinh nhật lần thứ 41 của mình,  và sau khi nhận tội ông đã bị kết án 99 năm tù giam. 

### Từ chối giải tội
Ba ngày sau, anh ta đã rút lại lời thú nhận của mình. Ray đã có một lời xin lỗi về lời khuyên của luật sư, Percy Foreman , một nỗ lực để tránh án tử hình khi giết người . Phương pháp tử hình thực hiện ở Tennessee vào thời đó là điện giật .
Ray sa thải Foreman - luật sư của ông, và trêu chọc gọi ông là "Percy Fourflusher" sau đó. [ Cần dẫn nguồn ] Ray bắt đầu tuyên bố rằng một người đàn ông, ông đã gặp ở Montreal trở lại vào năm 1967, người sử dụng bí danh "Raul," đã tham gia sâu sắc. Thay vào đó, ông khẳng định rằng ông không "bắn Dr. King", nhưng có thể đã "có trách nhiệm một phần mà không biết", gợi ý về âm mưu . Ray nói với phiên bản này về vụ ám sát của King và chuyến bay của chính anh ta trong hai tháng sau đó cho William Bradford Huie .
Huie điều tra câu chuyện này và phát hiện ra rằng Ray đã nói dối về một số chi tiết. Ray nói với Huie rằng anh ta đã cố ý để lại khẩu súng bằng dấu vân tay của mình trên nó trong tầm nhìn bình thường bởi vì anh ta muốn trở thành một tội phạm nổi tiếng. Ray đã bị thuyết phục rằng anh ta sẽ không bị bắt bởi vì anh ấy quá thông minh. Ray tin rằng Thống đốc Alabama George Wallace sẽ sớm được bầu làm Tổng thống và rằng ông sẽ chỉ bị hạn chế trong một thời gian ngắn.  Ray đã trải qua phần còn lại của cuộc đời mình một cách không thành công khi cố gắng thu hồi lời xin lỗi của mình và bảo đảm cho một phiên xử.